# Győr (comitat)
 (août 2024).
Si vous disposez d'ouvrages ou d'articles de référence ou si vous connaissez des sites web de qualité traitant du thème abordé ici, merci de compléter l'article en donnant les références utiles à sa vérifiabilité et en les liant à la section « Notes et références ».
Le comitat de Győr (en hongrois : Győr (vár)megye) était un comitat du royaume de Hongrie. Son territoire était situé dans le nord-ouest de l'actuelle Hongrie et dans le sud-ouest de la Slovaquie. Cela correspond à l'actuel comitat hongrois de Győr-Moson-Sopron et à un fragment de la région slovaque de Trnava.
Les comitats limitrophes en étaient les comitats hongrois de Moson, Pozsony, Komárom, Veszprém (ancien comitat) et Sopron. Le Danube et la Rába le traversaient.
En 1918 (confirmé par le traité de Trianon en 1920), la petite partie du comitat de Győr (arrondissement de Csilizkőz) située au nord du Danube est rattachée à la toute nouvelle Tchécoslovaquie. La Hongrie conserve le reste du comitat qui fusionne avec la partie est du comitat de Moson et avec une toute petite partie du comitat de Pozsony pour former le comitat de Győr-Moson-Pozsony.
Après la Seconde Guerre mondiale, le comitat de Győr-Moson-Pozsony fusionne avec celui de Sopron pour former le comitat de Győr-Sopron qui prend le nom de Győr-Moson-Sopron au début des années 1990.

## Subdivisions
Au début du XXe siècle, le comitat de Győr était divisé en :
| Districts (járás)                           | Districts (járás)                      |
| District                                    | Chef-lieu                              |
| ------------------------------------------- | -------------------------------------- |
| Puszta                                      | Győrszentmárton (renommée Pannonhalma) |
| Sokoróalja                                  | Tét                                    |
| Tószigetcsilizköz                           | Győr                                   |
| Comitat urbain (törvényhatósági jogú város) |                                        |
| Győr                                        |                                        |